# Caudatella jacobi
Caudatella jacobi är en dagsländeart som först beskrevs av Mcdunnough 1939.  Caudatella jacobi ingår i släktet Caudatella och familjen mossdagsländor. Inga underarter finns listade i Catalogue of Life.